# フランスのラグビーユニオン
フランスにおけるラグビーユニオンは、人気のあるチームスポーツである。ラグビーユニオンは1870年代初めにイギリス人居住者によって初めて持ち込まれた。フランスの一流クラブは国内プロリーグであるトップ14に参加する。クラブは欧州の勝ち抜き戦ヨーロピアンラグビーチャンピオンズカップ（2013 - 14まではハイネケンカップ）にも参加する。
ラグビーフランス代表は毎年シックス・ネイションズに参加しており、2010年に優勝した後、数年間低迷していたが、近年再び強化が実り2022年、2025年と優勝した。フランス代表は1987年から始まったラグビーワールドカップに毎回参加しており、3度の準優勝を果たしている。フランスはラグビーワールドカップ2007の開催国でもあった。
フランスは世界で最もラグビーユニオンに対する支持者が多い国であり、ラグビーユニオンは6千5百万を超える人々から大きく熱烈な支持を受けている。これは、ニュージーランド、オーストラリア、トンガ、サモア、フィジー、アイルランド、スコットランド、ウェールズといったラグビーが人気の国々の人口を合わせたよりも多い。

## 統括組織
フランスラグビー連盟 (Fédération Française de Rugby; FFR)はフランスにおけるラグビーユニオン統括組織である。彼らはフランスにおけるラグビーユニオンの運営の責任を負っており、これにはフランス代表チームや国内のプロ競技会の運営が含まれる。1919年に設立された。
1934年、FFRは国際ラグビーフットボール評議会 (IRFB)の権限外のラグビーユニオンを組織する試みとして国際アマチュア・ラグビー連盟 (FIRA)を設立した。FIRAにはイタリア・フランス・カタルーニャ・チェコスロバキア・ルーマニア・ドイツのナショナルチームが含まれた。
1978年、FFRはIRFB（2014年11月以降はワールドラグビー）の一員となった。1995年、ラグビーユニオンは完全なプロスポーツとなり、FIRAはIRFBをラグビーユニオンの世界統括機関として公式に認め、自身は欧州における統括組織へと変わった。FIRAは2014年に名称をラグビーヨーロッパとした。

## 歴史

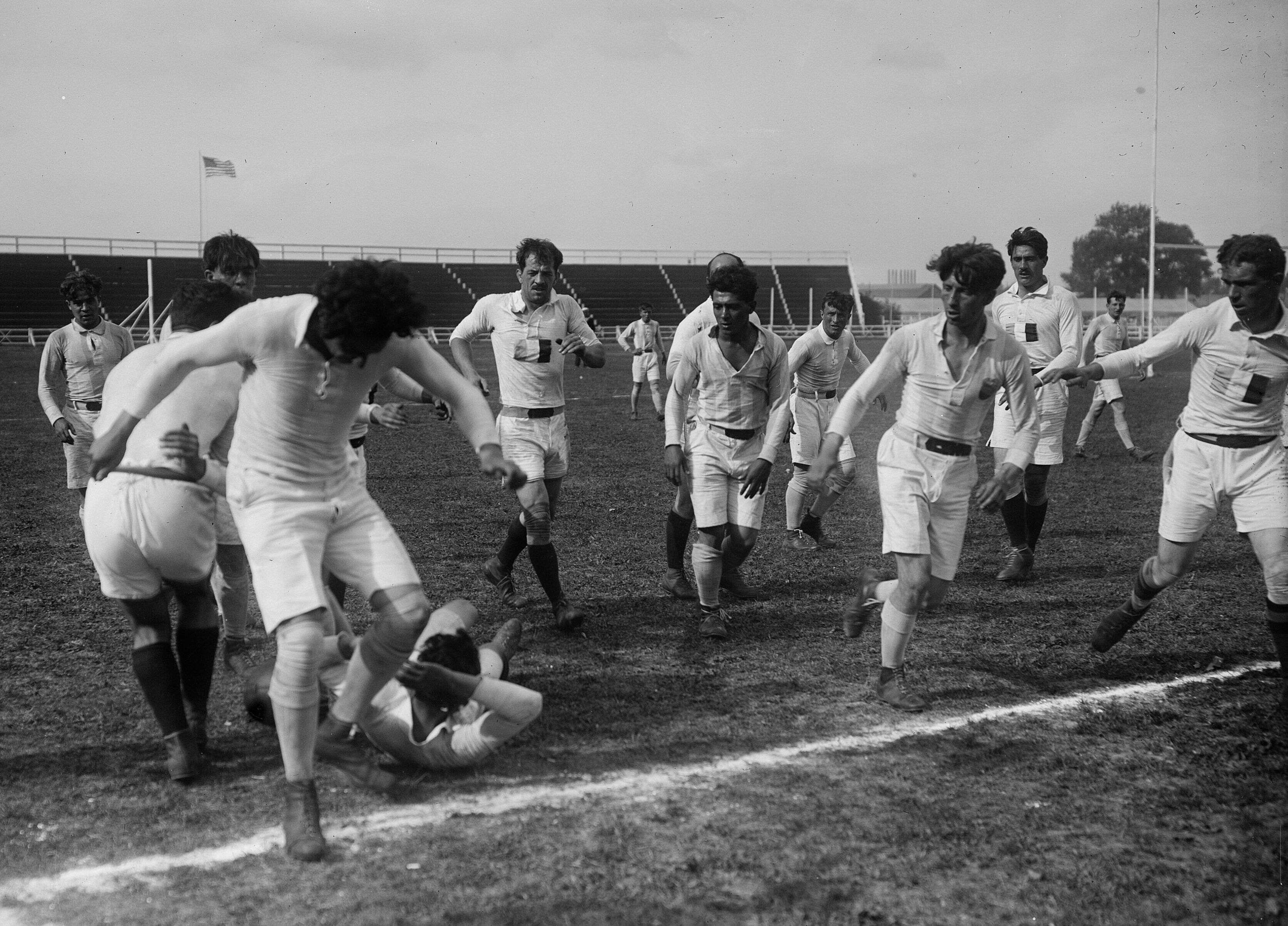
1919年のインター-アライド・ゲームズでのルーマニア対フランス

ラグビーフットボールは1870年代初めにイギリス人によってフランスに持ち込まれた。
1872年に、イギリス人居住者のグループがル・アーヴル・アスレティックを結成した。このクラブは「combination」と呼ぶラグビーとサッカーを足して2で割ったようなフットボールをプレーしていた。
ジ・イングリッシュ・テイラーズRFC (The English Taylors RFC)は1877年にパリのイギリス人実業家らによって結成され、翌年にはParis Football Clubが設立された。ラシン・クルーブ・ド・フランスは1882年に、ライバルのスタッド・フランセは1883年に設立された。1892年3月20日、USFSAは史上初のフランスラグビーユニオン競技会を組織した（ラシンとスタッド・フランセとの間の1回限りの試合）。試合のレフェリーはピエール・ド・クーベルタンが務め、ラシンが4対3で勝利した。USFSAは1920年にフランスラグビー連盟 (FFR)が設立されるまで、フランスラグビーの主要な管理組織であった。
1900年、ラグビーはパリ夏季オリンピックでプレーされた。フランス代表の他、ドイツとイギリス代表が参加した。フランスは金メダルを獲得した。1905年、初めてイングランドとフランスが対戦した。1910年、フランスはザ・ファイブ・ネイションズという用語を新しく作り出したが、フランスはそれ以前に4度ホーム・ネイションズ（イングランド・アイルランド・スコットランド・ウェールズ）の競技会に参加していた。この競技会は20世紀の残りの大半、ファイブ・ネイションズと呼ばれるようになった。
ラグビーは1920年夏季オリンピックでも再びプレーされたが、今競技会はラグビーの歴史において最も驚くべき結果の一つと考えられている。フランスは決勝でアメリカ合衆国に8対0で敗北し、金メダルを逃した。同年、FFRが公式に設立された。フランスは1924年夏季オリンピックのラグビー競技にも参加した（15人制ラグビーがプレーされた最後のオリンピック）。大会はアメリカ合衆国が2連覇を果たした。
フランスのラグビーユニオンは選手の暴力とプロフェッショナリズムの罪で1932年にファイブ・ネイションズ・チャンピオンシップから除名された。1934年、アマチュア主義を謳うラグビーユニオンがフランスに定着してから半世紀後に、ラグビーリーグ（プロ容認のコード）がフランスに紹介された。また1934年に、FIRAがチェコスロバキア、フランス、ドイツ、オランダ、イタリア、ポルトガル、ルーマニア、カタルーニャ（スペイン）、スウェーデンによって設立された。第二次世界大戦中、フランスのラグビーユニオンはラグビーリーグを禁止するためにヴィシー政権と活発に協力した。その際、フランスのラグビーユニオンは1934年以降にフランスのラグビーリーグによって建設された膨大な資産の全てを手にした。2014年現在、これらの資産はラグビーリーグに返還されていない。1939年、フランスは翌年のホーム・ネイションズの競技会への参加に再び招待されたが、第二次世界大戦の勃発によって全ての国際ラグビーが中断された。戦後初のファイブ・ネイションズ・チャンピオンシップは1947年に開催された。この競技会は1931年以来16年振りにフランスが参加したトップレベルのラグビー競技会であった。
1978年、FFRはIRFBに加盟した。1959年、フランス代表はファイブ・ネイションズで初優勝を果たし、その後3連覇した（1960年はイングランドと同時優勝）。この成功は1960年第終わりにも繰替えされ、フランスは1967年・1968年にも優勝し、1968年はグランドスラム（全勝優勝）を達成した。フランスはそれ以降ほぼいつも北半球における3強の地位にある。
初のラグビーワールドカップは1987年に開催された。1990年代中頃、FFRが1995年に解禁されたプロ化対して躊躇したことでフランスは低調な時期を過ごしたが、その後はフランス代表はそのトップの地位を取り戻した。1998年、フランスの女子代表がオランダで開催された初の公式女子ラグビーワールドカップに参加した。2003年、フランスはラグビーワールドカップ2007の開催国に決定し、2014年には女子ラグビーワールドカップ2014の開催国となった。

## 人気
ラグビーユニオンは南フランスでより人気があるのに対して、北部ではサッカーが最も人気のあるフットボールコードである。フランスには1,737のクラブが存在し、登録選手の数は近年著しく増加しており、2010年には39万人に達した（2000年は26万人）。
2010年、スタッド・ド・フランスで行われたトゥールーズとビアリッツとのハイネケンカップ・フランス国内決勝はフランス2で中継され、320万人が視聴した。2011年、トップ14の決勝はフランス2チャネルおよびCanal+チャネルで440万人の視聴者を集め、ニュージーランドとフランスとの間のワールドカップ決勝はTF1チャネルで1500万人の視聴者を集めた。

## 競技会

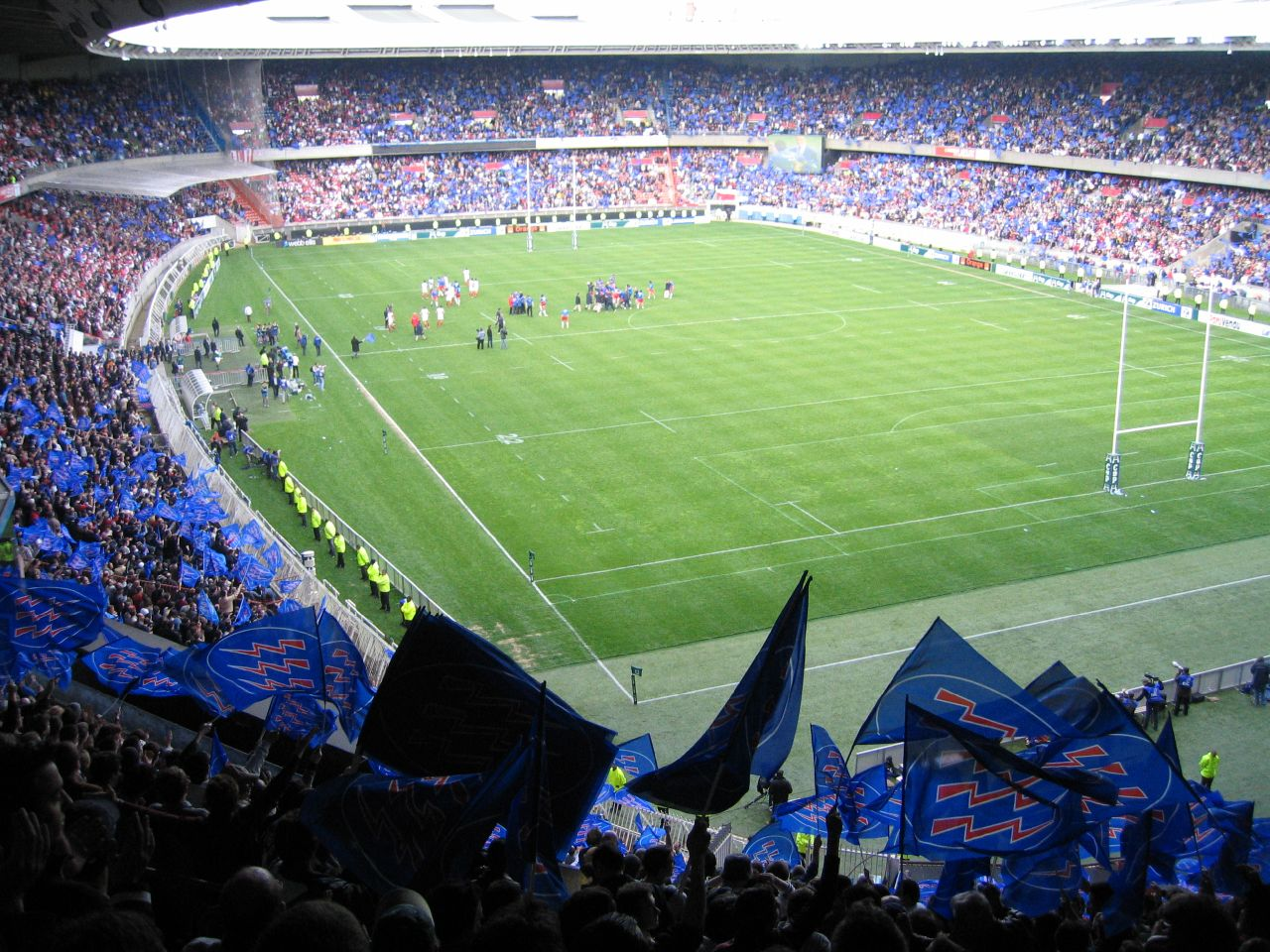
パルク・デ・プランスでのスタッド・フランセの試合。

### 国内
フランスにおける主要な国内クラブ競技会はトップ14（以前はトップ16）である。トップ14はフランスの最上位14クラブ間のホーム・アンド・アウェイ形式で行われ、それに続いてリーグ上位6チームによる3ラウンドのプレーオフが行われる。初の選手権は1892年に争われ、ラシン・クラブ（今日のラシン92の前身）が優勝した。2部リーグにあたるのがプロD2であり、16チームによりホーム・アンド・アウェイ形式で争われる。
トップ14とプロD2との間には昇格/降格システムが存在する。2016 - 17シーズンの終了時、オヨナがプロD2のチャンピオンンとして自動的にトップ14へ昇格したのに対して、アジャンは2位から5位のチームで争われる昇格プレーオフで優勝し昇格した。トップ16の下位2チームとなったバイヨンヌとグルノーブルがプロD2に降格した。
昇格と降格はプロD2とフェデラレ1（フランスのアマチュアラグビーの最高位リーグ）との間にも存在する。2016 - 17シーズン終了時に、ブルゴワンとアルビが降格し、フェデラレ1の昇格グループで優勝したマシーと昇格プレーオフで優勝したヌヴェールが昇格した。41クラブが参加するフェデラレ1は300近くのクラブを含むフェデラレ（連合）リーグの最上位リーグである。
以下の地図が示すように、トップ14とD2のクラブの大多数はフランス南部に位置している。2017 - 18シーズンでのわずかな例外は
- パリ地域の3クラブ: スタッド・フランセ（パリ市所有のスタジアムでプレー）、ラシン92（2017年はコロンブでシーズンを始めた後、12月にナンテールに移転）、マシー（同名のパリ郊外を拠点とする）
- ヌヴェール（ブルゴーニュ＝フランシュ＝コンテ地域圏）
- ヴァンヌ（ブルターニュ）

である。
長期計画では、プロD2の下位に位置する3番目のプロリーグの設立（2020 - 21シーズンに開始）がリーグ・ナシオナル・ド・リュグビー (LNR)に要求されている。このリーグの創設は、フランス北部におけるプロクラブの発展を奨励するためのLNRの大きな構想が見てとれる。この目標に向かって、フェデラレ1からプロD2への2つの昇格枠の内の1つは2017 - 18シーズンから2019 - 20シーズンまで北部のクラブ（おおまかにラ・ロシェルからリヨンに引かれた線で北部が定義される）のために留保される。 選ばれた個々のクラブはプロラグビーへの転換を支援するためLNRから80万ユーロを受けとることになる。

### 欧州
ヨーロピアンラグビーチャンピオンズカップは欧州の現在の最高峰のクラブ競技会であり、シックス・ネイションズ（イングランド・フランス・スコットランド・ウェールズ・アイルランド・イタリア）からのトップクラブが参加して毎年開催される。この大会はハイネケンカップ（フランスではアルコールの広告に関する法律のためHカップと呼ばれていた）の後継であり、2014-15シーズンから始まった。チャンピオンズカップは元々イングランドとフランスのクラブチームによる分離した競技会として想定されていたが、結局は他の4つのネイションも新たな枠組みに参加することになり、ハイネケンカップの後継大会となった。
ハイネケンカップは、ラグビーユニオンのプロ化を受けて、ファイブ・ネイションズ委員会（当時）によって1995年の（欧州の）夏に発足された。大会は新たな水準の欧州プロ競技会を提供する意図で生まれた。フランスのクラブはこの大会で大きな成功を収めた。初開催の競技会ではトゥールーズが優勝し、翌年はブリーヴが欧州王者となった。トゥールーズは欧州を3回以上制覇した初めてのチームとなり、2003、2005、2010シーズンにも優勝を果たした。トゥーロンは2013年および2014年のハイネケンカップの最後の2大会で優勝し、さらに2015年にチャンピオンズカップの第1回大会を制したことで、欧州3連覇を果たした初めてのチームとなった。
二番手の大会となるヨーロピアンラグビーチャレンジカップもヨーロピアンチャレンジカップを置き換える形で2014 - 15に始まった。元のチャレンジカップはハイネケンカップの翌年に開始した。現在、チャンピオンズカップへの参加資格が得られなかった全てのトップ14のチームがチャレンジカップに参加している。元のチャレンジカップの最初の4回は全てフランスのクラブが優勝した（1997年ブルゴワン、1998年コロミエ、1999年クレルモン〔当時はモンフェラン〕、2000年ポー）。それ以後、フランスのクラブは決勝に11度進み、クレルモンが2007年に優勝し、ビアリッツが2012年にトゥーロンとのフランス対決を制して優勝、2016年にモンペリエ、2017年にスタッド・フランセが優勝した。
2002-03から2004-05に開催されたヨーロピアン・シールドは元のチャレンジカップの1回戦敗退チームが参加する敗者復活戦であった。この大会はヨーロピアンチャレンジカップが2005 - 06シーズンに改革されたことで廃止された。3年間行われたこの大会は全てフランスのクラブが優勝盾を掲げた（2003年カストル、2004年モンペリエ、2005年オーシュ）。

## フランス代表
「Les Blues（レ・ブルー）」の愛称を持つフランス代表はワールドラグビーの階級でティア1に属する。「フレンチ・フレア」と呼ばれたフランスのプレースタイルは無骨な肉体主義と見事なまでの優雅さの矛盾した組み合わせで名高かった。
フランスは代表は毎年シックス・ネイションズに参加している。
フランスはラグビーワールドカップで優勝したことはないものの、1987年・1999年・2011年大会の決勝に進出した。1987年と2011年はニュージーランド、1999年はオーストラリアに破れた。フランスは準々決勝で敗退した1991年と2015年、2019年を除いて、毎回準決勝に進出している。

## 国立ラグビーセンター
フランス国立ラグビーセンター (Centre national du rugby; 略称: CNR)は、2002年11月にフランス大統領ジャック・シラクによって開かれた。この施設にはGP£46百万（2007年で€68百万）の費用がかかり、パリ南部のマルクシ村に位置している。

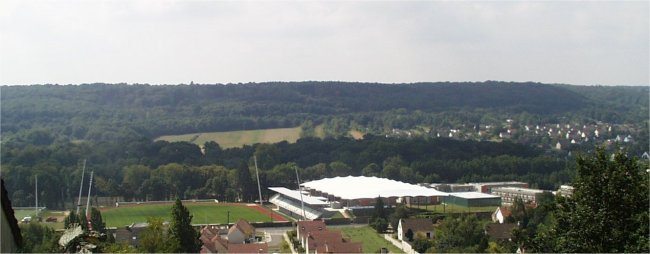
フランス国立ラグビーセンターはマルクシに所在する。

面積は20ヘクタール (49エーカー) で、ラグビーピッチが5面（1面は屋根付きで、2面は投光照明付き）、ジム・医療施設・水泳プール・メディアセンター・図書館がある。居住区域も含まれ、フランスの優勝クラブの名前を冠した30部屋がある。居住区域には専用レストランも存在する。フランスの19歳以下代表は恒久的にCNRを拠点として活動し、トレーニング中のフランス代表の練習相手を務める。
CNRマルクシは女子ラグビーワールドカップ2014の予選ステージとノックアウトステージの数試合の会場となった。

## 報道機関による報道
無料チャンネルフランス2はシックス・ネイションズの試合とフランス代表の国内開催試合を放送している。
トップ14の試合は有料テレビチャンネルCanal+によって放送され、Canal+は南半球のザ・ラグビーチャンピオンシップを含むその他多くのラグビーユニオン競技会も放送している。
プロD2の試合は、Sport+・ユーロスポーツ・フランス3で放送されている。